# Litteraturåret 1947

## Händelser
- 8 februari – det slovenska Prešerenpriset (Sl: Prešernova nagrada) instiftas och delas ut för första gången till minne av France Prešeren (1800–1849).
- 2 maj – Den rumänska översättningen av Paul Celans mäktiga efterkrigsdikt Dödsfuga publiceras i tidskriften Contemporanul. Den är gjord av Celans vän Petre Solomon och bär titeln Tangoul morţii (Dödstango). Det var Celans debut som poet.

## Priser och utmärkelser
- Nobelpriset – André Gide, Frankrike[1]
- Bellmanpriset – Anders Österling
- De Nios Stora Pris – Jan Fridegård
- Gustaf Frödings stipendium – Harry Martinson
- Kungliga priset – Ingvar Andersson
- Letterstedtska priset för översättningar – Johannes Edfelt för lyriska tolkningar i Bomben och lyran
- Prix Femina – Gabrielle Roy för Bonheur d'occasion
- Svenska Dagbladets litteraturpris – Erik Lindegren, Otto Karl-Oskarsson, Solveig von Schoultz och Hans Bergrahm
- Tidningen Vi:s litteraturpris – Tage Aurell, Stina Aronson, Arvid Brenner och Harald Forss
- Övralidspriset – Berit Spong

## Nya böcker

### A – G
- Alla vi barn i Bullerbyn av Astrid Lindgren
- Anne Franks dagbok av Anne Frank
- Buss på villovägar av John Steinbeck
- Dagarnas skum av Boris Vian
- De vises sten, drama av Pär Lagerkvist
- Doktor Faustus av Thomas Mann
- Fångnas glädje, noveller av Lars Ahlin
- Fäderna:stenåldern av Jan Fridegård
- För nöjes skull, essäer av Frans G. Bengtsson
- Geniet av Ivar Lo-Johansson

### H – N
- Han blev miljonär (roman) av Gunnar Cederschiöld
- Hercules storverk av Agatha Christie
- Hösten i Peking av Boris Vian
- Jag vill inte gå och lägga mig! av Astrid Lindgren[2]
- Jungfrun i det gröna av Lars Ahlin
- Kamratskap mellan män av Josef Kjellgren
- Konvoj av Thorsten Jonsson
- Känner du Pippi Långstrump? av Astrid Lindgren[2]
- Kärlek mellan krigen, memoarer av Moa Martinson
- Nattens lekar av Stig Dagerman
- Petters och Lottas jul av Elsa Beskow[3]

### O – U
- Orons giriga händer av Per Anders Fogelström
- Pesten av Albert Camus
- Pärlan av John Steinbeck
- Skinn över sten av Artur Lundkvist
- Spelmans blomster av Emil Hagström
- Sviter av Erik Lindegren
- Tysk höst av Stig Dagerman
- Utflykter av Gunnar Ekelöf

## Födda
- 4 januari – Eva Ström, svensk författare och litteraturkritiker.
- 18 januari – Johan Bergström, svensk författare och filmare
- 18 januari – Takeshi Kitano, japansk skådespelare, komiker, konstnär, poet och filmregissör.
- 23 januari – Ann-Charlotte Alverfors, svensk författare.
- 3 februari – Paul Auster, amerikansk författare.
- 14 februari – Majgull Axelsson, svensk journalist och författare.
- 19 februari – Lev Rubinstein, rysk poet.
- 9 mars – Lena Linderholm, svensk konstnär, författare och företagare.
- 2 april – Tua Forsström, finlandssvensk författare.
- 9 april – Maria-Pia Boëthius, svensk författare och journalist.
- 12 april – Tom Clancy, amerikansk författare av politiska thriller.
- 12 april – Eva Wikander, svensk författare.
- 21 april – Peter Gissy, svensk författare.
- 26 april – Agneta Lindblom Hulthén, svensk journalist, författare och samhällsdebattör.
- 2 juni – Clarence Page, amerikansk skådespelare, journalist och författare.
- 12 juni – Rose Lagercrantz, svensk författare.
- 19 juni – Salman Rushdie, indisk-brittisk författare.
- 7 juli – Göran Hägg, svensk författare och litteraturvetare.
- 14 juli – Ulla-Lena Lundberg, finlandssvensk författare.
- 23 juli – Gardner Dozois, amerikansk redaktör och science fiction-författare.
- 11 september – Åsa Moberg, svensk författare, journalist och översättare.
- 21 september – Stephen King, amerikansk författare.
- 8 november – Bernt-Olov Andersson, svensk författare och kulturjournalist.
- 22 november – Staffan Söderblom, svensk författare och översättare.

## Avlidna
- 24 april – Willa Cather, 73, amerikansk romanförfattare.
- 6 maj – Bertel Gripenberg, 68, finlandssvensk författare.
- 28 juni – Stanislav Kostka Neumann, 72, tjeckisk poet och översättare.
- 14 oktober – Frank Heller (pseudonym för Gunnar Serner), 61, svensk författare.
- 12 november – Emmuska Orczy, 82, brittisk författare.
- 15 december – Arthur Machen, 84, brittisk författare.

## Bokförsäljning
Tabellen nedan visar bokförsäljning 1946-1947 enligt När Var Hur. 
Siffrorna gäller böcker utkomna under 1946 och ett stycke in på det följande året.
| Skönlitteratur          | Skönlitteratur       | Skönlitteratur | Skönlitteratur                               |
| Författare              | Förlag               | Upplaga        | Bok                                          |
| ----------------------- | -------------------- | -------------- | -------------------------------------------- |
| Kathleen Winsor         | Forum                | 33000          | Alltid Amber                                 |
| Olle Hedberg            | Norstedts            | 26000          | Större än du nånsin tror                     |
| Sven Edvin Salje        | LT                   | 25000          | Du tysta källa                               |
| Jascha Golowanjuk       | W&W                  | 23400          | Den heliga lögnen                            |
| Erich Maria Remarque    | Bonniers             | 22000          | Triumfbågen                                  |
| Dagmar Edqvist          | Bonniers             | 20000          | Musik i mörker                               |
| Ester Lindin            | Hökerbergs bokförlag | 20000          | Tre blommiga täcken                          |
| Harriet Lundblad        | W&W                  | 20000          | Ryttarinna                                   |
| J.R. Sundström          | Bonniers             | 19000          | "Slut i Kapernaum, käring," sa Janne Vängman |
| Fritiof Nilsson Piraten | Bonniers             | 18000          | Bombi Bitt och Nick Carter                   |
| C.S. Forester           | Bonniers             | 18000          | Lord Hornblower                              |
| Eyvind Johnson          | Bonniers             | 15000          | Strändernas svall                            |
| Vibeke Malthe-Bruun     | Norstedts            | 15000          | Kim                                          |
| Betty MacDonald         | Ljus                 | 13000          | Ägget och jag                                |
| Vilhelm Moberg          | Bonniers             | 12000          | Brudarnas källa                              |

| Övrig litteratur (minnen,biografier,ungdomsböcker med mera.) | Övrig litteratur (minnen,biografier,ungdomsböcker med mera.) | Övrig litteratur (minnen,biografier,ungdomsböcker med mera.) | Övrig litteratur (minnen,biografier,ungdomsböcker med mera.) |
| Författare                                                   | Förlag                                                       | Upplaga                                                      | Bok                                                          |
| ------------------------------------------------------------ | ------------------------------------------------------------ | ------------------------------------------------------------ | ------------------------------------------------------------ |
| Gösta Knutsson                                               | Bonniers                                                     | 65000                                                        | Heja, Pelle Svanslös                                         |
| Astrid Lindgren                                              | Rabén & Sjögren                                              | 62000                                                        | Pippi Långstrump går ombord                                  |
| Elsa Nyblom                                                  | Ljus                                                         | 22500                                                        | När hjärtat var ungt                                         |
| Cello                                                        | Gebers                                                       | 20000                                                        | Småle och smila en smula                                     |
| Lisa Eurén-Berner                                            | B. Wahlströms bokförlag                                      | 18000                                                        | Susanne i prästgården                                        |
| Ivan Oljelund(red.)                                          | Lindblad                                                     | 15000                                                        | Min mor                                                      |
| Clinton W. Locke                                             | B. Wahlströms bokförlag                                      | 14000                                                        | Perry och falskmyntarna                                      |
| Amelie Posse                                                 | Natur & Kultur                                               | 14000                                                        | Kring kunskapens träd                                        |
| Martha Sandwall-Bergström                                    | Bonniers                                                     | 14000                                                        | Kulla-Gulla håller sitt löfte                                |

### Fotnoter
1. ↑  ”Nobelpriset i litteratur”. https://www.nobelprize.org/prizes/lists/all-nobel-prizes-in-literature/. Läst 20 mars 2011.
2. 1 2  ”Astrid Lindgren”. http://www.astridlindgren.se/verken/bocker/bilderbocker. Läst 21 mars 2011.
3. ↑  ”Elsa Beskows boktitlar”. Arkiverad från originalet den 14 december 2012. https://web.archive.org/web/20121214172009/http://kampanj.bonniercarlsen.se/beskow/titlar1.htm. Läst 12 april 2011.
4. ↑  När Var Hur 1948, sidan 460.